# Jimmy Fallon
James Thomas Fallon, detto Jimmy (New York, 19 settembre 1974), è un attore, comico e conduttore televisivo statunitense.

## Biografia

### Origini
Jimmy Fallon è nato il 19 settembre 1974 nel quartiere di Bay Ridge, nel distretto di Brooklyn (New York), figlio di Gloria e James W. Fallon. Fallon è per cinque ottavi irlandese, un quarto tedesco, e un ottavo norvegese. Sua nonna paterna, Luise Schalla, era originaria di Osterholz-Scharmbeck, comune tedesco della Bassa Sassonia, in Germania, mentre uno dei suoi bisnonni materni, Hans Hovelsen, era emigrato da Fredrikstad, in Norvegia. Il padre, veterano della guerra del Vietnam, ha trascorso l'adolescenza cantando per strada, in un gruppo doo-wop, e, poco dopo la nascita di suo figlio, trovò lavoro come riparatore di macchine per IBM a Kingston, piccola città a 160 km a nord di New York. Successivamente la famiglia si trasferì nelle vicinanze di Saugerties, distante 175 km da New York. Fallon ha descritto la sua infanzia come "idilliaca", anche se i suoi genitori erano iperprotettivi. Lui e la sorella, Gloria, non potevano lasciare la casa e dovevano limitarsi a girare in bicicletta nel loro cortile.
Fallon ha frequentato la St. Mary of the Snow, una scuola elementare cattolica a Saugerties. All'epoca desiderava diventare sacerdote, ispirato dalle sue esperienze come chierichetto. Invece, con il passare del tempo, si è interessato alla comicità. Da ragazzo trascorreva intere notti registrando il programma radiofonico The Dr. Demento Show su un registratore a bobina, sperimentando sia la comicità che la musica. Fallon da adolescente amava il programma comico Saturday Night Live. È cresciuto guardando il programma, o meglio le sole parti senza parolacce, che i suoi genitori registravano per lui. Lui e Gloria si divertivano a ricreare sketch del programma insieme ad alcuni amici. Fallon era talmente appassionato da aver creato un apposito evento settimanale per guardare lo show nel suo dormitorio al college.
Durante la sua adolescenza intratteneva i suoi genitori con diverse imitazioni, tra le quali quella dell'attore James Cagney e del comico Dana Carvey. Era anche un buon musicista, a tredici anni aveva imparato a suonare la chitarra. In seguito ha continuato a dedicarsi alla comicità e alla musica prendendo anche parte a concorsi e spettacoli. Durante gli anni delle scuole medie era stato etichettato come il pagliaccio della classe, ma anche descritto come in genere "bello e ben educato". Alla Saugerties High School, dove si è diplomato nel 1992, si esibiva nella maggior parte delle produzioni teatrali, cimentandosi anche come regista. Vinse un concorso come giovane comico grazie all'imitazione di Pee-Wee Herman. Ha poi frequentato il College di Santa Rosa a Albany, a 243 km da New York, seguendo dapprima i corsi di informatica e passando poi alle comunicazioni, dedicandosi a spettacoli di stand-up comedy durante i fine settimana.

### Carriera
Fallon è conosciuto per il suo lavoro in televisione come membro del cast di Saturday Night Live e come presentatore del talk show The Tonight Show Starring Jimmy Fallon. È stato incaricato di unirsi al programma della NBC Saturday Night Live come un membro del cast nel 1998, realizzando il sogno di una vita. Fallon è rimasto ad SNL per sei anni tra il 1998 e il 2004, co-conducendo il segmento Weekend Update del programma e diventando così famoso. Ha lasciato il programma per l'industria cinematografica, recitando in film come New York Taxi (2004) e L'amore in gioco (2005), che, tuttavia, non ebbero molto successo. È tornato in televisione come presentatore del Late Night with Jimmy Fallon sulla NBC nel 2009, dove divenne ben noto per la sua enfasi per musica e giochi. Abbandonò quindi il programma per diventare il sesto conduttore del Tonight Show nel 2014. Oltre al suo lavoro in televisione, Fallon ha pubblicato anche due album comici e diversi libri.

## Vita privata
Ha sposato la produttrice Nancy Juvonen, co-proprietaria della compagnia di produzione Flower Films, il 22 dicembre 2007. Hanno due figlie, una nata nel 2013, Winnie Rose Fallon, l'altra nel 2014, Frances Cole Fallon, entrambe via gravidanza surrogata.

## Filmografia

### Attore

#### Cinema
- Quasi famosi (Almost Famous), regia di Cameron Crowe (2000)
- Anything Else, regia di Woody Allen (2003)
- New York Taxi (Taxi), regia di Tim Story (2004)
- L'amore in gioco (Fever Pitch), regia di Peter e Bobby Farrelly (2005)
- Factory Girl, regia di George Hickenlooper (2006)
- Contrasti e amori (The Year of Getting to Know Us), regia di Patrick Sisam (2008)
- Whip It, regia di Drew Barrymore (2009)
- Bucky Larson: Born to Be a Star, regia di Tom Brady (2011)
- Jurassic World, regia di Colin Trevorrow (2015) - cameo
- Duri si diventa, regia di Etan Cohen (2015) - cameo
- Jem e le Holograms (Jem & the Holograms), regia di Jon M. Chu (2015) - cameo
- Marry Me - Sposami (Marry Me), regia di Kat Coiro (2022) - cameo
- Spirited - Magia di Natale (Spirited), regia di Sean Anders (2022) - cameo

#### Televisione
- Saturday Night Live - Show TV, 122 episodi (1998-2013)
- Spin City - serie TV, episodio 2x17 (1998)
- 2001 MTV Movie Awards - Show TV, presentatore (2001)
- MTV Video Music Awards - Show TV, presentatore (2002 e 2005)
- Band of Brothers - Fratelli al fronte (Band of Brothers) - miniserie TV, episodio 1x05 (2001)
- I Griffin (Family Guy) - serie TV, episodi 4x04-7x14 (2005-2009)
- Gossip Girl - serie TV, episodio 3x08 (2009)
- 30 Rock - serie TV, 4 episodi (2009-2012)
- Late Night With Jimmy Fallon - Show TV (2009-2014)
- Emmy Awards - Show TV, presentatore (2010)
- iCarly - serie TV, episodi 7x01-7x02 (2012)
- The Tonight Show Starring Jimmy Fallon - Show TV (2014-presente)
- Lip Sync Battle - Show TV, episodio 1x01 (2015)
- The Boys - serie TV, episodio 1x01 (2019)
- Only Murders in the Building - serie TV, episodio 1x06 (2021)

### Videogiochi
- LEGO Jurassic World - se stesso (2015)

### Doppiatore
- Arthur e il popolo dei Minimei (Arthur et les Minimoys), regia di Luc Besson (2006)
- Arthur e la vendetta di Maltazard (Arthur et la vengeance de Maltazard), regia di Luc Besson (2009)
- Arthur e la guerra dei due mondi (Arthur et la guerre des deux mondes), regia di Luc Besson (2010)

### Produttore
- Guys with Kids - serie TV (2012-2013)

## Discografia

### Album in studio
- 2002 – The Bathroom Wall
- 2012 – Blow Your Pants Off

### Singoli
- 2013 – Swimming Song
- 2014 – EW (con Will.i.am)
- 2016 – You'll Be Back (con i The Roots)
- 2017 – Wonderful Christmastime (con Paul McCartney e i The Roots)
- 2020 – All I Want for Christmas Is You (con Dolly Parton)
- 2021 – It Was A... (Masked Christmas) (con Ariana Grande e Megan Thee Stallion)
- 2022 – Almost Too Early For Christmas (con Dolly Parton)
- 2023 – Wrap Me Up (con Meghan Trainor)

## Doppiatori italiani
Nelle versioni in italiano delle opere in cui ha recitato, Jimmy Fallon è stato doppiato da:
- Francesco Bulckaen in New York Taxi, L'amore in gioco, Factory Girl, I Griffin[1], 30 Rock, Jem & le Holograms, Marry Me - Sposami
- Massimo De Ambrosis in Jurassic World, The Boys
- Nino Prester in Quasi famosi
- Nanni Baldini in Anything Else
- Paolo Vivio in Whip It
- Marco Balzarotti in ICarly
- Emilio Mauro Barchiesi in Only Murders in the Building
- Sandro Acerbo in Quasi famosi (ridoppiaggio)

Come doppiatore, è sostituito da:
- Corrado Conforti in Arthur e la guerra dei due mondi